# Szent Mihály és Gábriel arkangyalok fatemplom (Kisszokond)
A Szent Mihály és Gábriel arkangyalok fatemplom műemlékké nyilvánított épület Romániában, Szatmár megyében. A romániai műemlékek jegyzékében az  SM-II-m-B-05355 sorszámon szerepel.